# Mantello litosferico
Il mantello litosferico si trova immediatamente sotto la crosta terrestre, con la quale forma la litosfera, di consistenza rigida e con uno spessore che varia dai 75 km, sotto i bacini oceanici, ai 100-130 km, sotto i continenti.